# Johann Jakob Stupan von Ehrenstein
Johann Jakob Stupan von Ehrenstein (* 1664 in Graz; † 17. Januar 1739 in Wien) war ein österreichischer Komponist.

## Leben
Johann Jakob Stupan von Ehrenstein entstammte einem aus Graubünden in die Steiermark eingewanderten Adelsgeschlecht. 1710 trat er in den Dienst am Wiener Kaiserhof. Gleichzeitig war er Sekretär beim Prinzen Maximilian Wilhelm von Braunschweig-Lüneburg, einem Bruder der Kaiserin, der in Wien lebte. Zuletzt war er Truchsess und als Hofrat in Diensten der Kaiserswitwe Wilhelmine Amalie.
In seinen als Suiten angelegten Sonaten setzte er italienische und französische Stilmittel ein.

## Werke (Auswahl)
- Armonia Compendiosa (1703), 6 Sonate da Camera für Violine und B. c.

1. Sonata (Preludio – Largo/Allegro/Adagio – Allemanda – Menuet – Libertein)
2. Sonata (Preludio – Grave – Corrente – Gavotta – Menuet)
3. Sonata (Preludio – Allegro/Vivace/Adagio – Les Luteurs – Menuet – Choeur)
4. Sonata (Preludio – Grave – Allemanda – Corrente – Menuet)
5. Sonata (Preludio – Adagio – Aria – Menuet – Giga)
6. Sonata (Preludio – Allegro – Aria – Passacaille – Menuet. Die Post)

- Rosetum Musicum (1702), 6 Suites für 2 Violinen und B. c.

1. Suite (Ouverture – Allegro – Marche – Menuet – Rondeau – Aria – Passepied)
2. Suite (Ouverture – Air – Menuet – Chaconne)
3. Suite (Ouverture – Bourée – Menuet – Rondeau – Gavotte – Menuet/Trio)
4. Suite (Ouverture – Allegro – Air – Menuet – Rigaudon – Guique – Rondeau)
5. Suite (Ouverture – Allegro – Aria – Rondeau – Menuet – Passacaille)
6. Suite (Ouverture – Aria – Menuet – Trio de Flûtes – Rondeau – Final)

Schuldramen
- Martis exilium, e pacis reditus (Wien, 31. Juli 1709), im Beisein des Kaiserpaares aufgeführt
- Radimirus ex reo rex (Wien, 1710)
- Nundinae deorum (Wien, Januar 1711), welches im Beisein von Kaiser Joseph I. am Jesuitengymnasium aufgeführt wurde.

## Ausgaben
- Herbert Schneider (Hrsg.): Armonia Compendiosa (1703), Rosetum Musicum (1702) (= Denkmäler der Tonkunst in Österreich; 137). Graz 1982